# Wolfgang Hochstein
Wolfgang Hochstein (* 11. April 1950 in Salzkotten) ist ein deutscher Musikwissenschaftler und emeritierter Hochschullehrer.

## Karriere
Hochstein studierte in Detmold Schulmusik, Theorie/Komposition, Klavier und Orgel sowie in Hamburg Musikwissenschaft. 1981 wurde er bei Hans Joachim Marx mit einer "ausgezeichnet" bewerteten Arbeit zu Niccolò Jommelli zum Dr. phil. promoviert. Als bundesweit erste hauptamtliche Lehrkraft für Schulpraktisches Klavierspiel wurde er 1976 an die Hochschule für Musik und Theater Hamburg berufen, wo er 1982 zum Professor ernannt wurde und bis zum Eintritt in den Ruhestand 2015 das Institut für Schulmusik geleitet hat. 
Zu den Forschungsschwerpunkten Hochsteins gehören die Musik des 17. bis 19. Jahrhunderts, katholische Kirchenmusik und der Komponist Johann Adolf Hasse. So ist er seit 1989 Vorsitzender der Hasse-Gesellschaft Bergedorf, außerdem Editionsleiter der Hasse-Werkausgabe und Mitherausgeber der Hasse-Studien. 
Als nebenberuflicher Kirchenmusiker an St. Barbara Geesthacht leitete Hochstein bis 2021 Konzerte als Dirigent oder beteiligte sich als Organist und Cembalist.

## Auszeichnungen
Hochstein erhielt mehrere Auszeichnungen: Dem ersten Band der von ihm herausgegebenen „Hasse-Werkausgabe“ wurde 2000 der Deutsche Musikeditions-Preis in der Kategorie „Wissenschaftliche Notenausgaben/Gesamtausgaben“ zuerkannt; zudem erhielt er den Claus-Brendel-Preis, die Goldene Ehrennadel des Bezirks Hamburg-Bergedorf und die Ehrenmedaille der Hochschule für Musik und Theater Hamburg.

## Veröffentlichungen (Auswahl)

### Monografie
- Thematisch-systematisches Verzeichnis der unter dem Namen von Johann Adolf Hasse verbreiteten Instrumentalwerke. Stuttgart 2024.

### Herausgeberschaften
- mit Christoph Krummacher: Geschichte der Kirchenmusik. 4 Bände, Laaber, 2011–2014.[2]
- Johann Adolf Hasse. Tradition, Rezeption, Gegenwart. Stuttgart 2013.
- Johann Adolf Hasse: Missa in g. Stuttgart 2014.
- Geistliche Vokalmusik des Barock. 2 Bände, Laaber 2019.
- Joseph Haydn. Die Sieben letzten Worte unseres Erlösers am Kreuze (Vokalfassung). Stuttgart 2021.
- Johann Adolf Hasse. Requiem in B, Requiem in C. Stuttgart 2022.
- mit Saskia Woyke. Johann Adolf Hasses Musiktheater. Orte und Praxen der Aufführung. Stuttgart 2022.
- Giacomo Carissimi. Historia di Jephte. Stuttgart 2023.